# 梅坞路
梅坞路是中国福建省福州市的一条街道，位于仓山区。梅坞路为南北走向，南高北低，而且坡度甚大。南端梅坞顶最高，在塔亭路与麦园路交叉路口，北至观井路，靠近闽江。
梅坞路得名于明代此处曾经种植的十里梅树。清末至民国年间，仓前山地区形成为近代西洋建筑集中的区域，而梅坞路则是其中心。2005年，梅坞路东侧旧城改造，快活林西餐馆旧址等建筑被拆除。2013年，梅坞路西侧列入烟台山历史风貌区保护范围。此后，梅坞路两侧形成建筑风格迥异的街区。

## 建筑
梅坞路沿街现存近代建筑有：
1. 梅坞路2号：曾为荷兰领事馆，原址为仓山影剧院。福州市优秀近现代建筑
2. 梅坞路16号：玉林山馆。原为教会领袖倪柝声故居。
3. 梅坞路56号。
4. 梅坞路57号：桥南公益社（独立厅）。1906年，中国同盟会福建支会在此成立。1912年，孙中山曾在此发表演说。1983年，独立厅列为福州市文物保护单位。2011年，独立厅与邻近的福州市优秀近现代建筑汇丰银行福州分行旧址一同修复，由仓山区文化馆使用。